# Водный режим
Во́дный режи́м — изменения во времени расхода воды, уровней воды и объёмов воды в водных объектах.

## Фазы водного режима
Различают следующие фазы водного режима:
- Половодье — ежегодно повторяющееся в один и тот же сезон относительно длительное увеличение водности реки, вызывающее подъём её уровня; обычно сопровождается выходом вод из меженного русла и затоплением поймы.
- Паводок — сравнительно кратковременное и непериодическое поднятие уровня воды, возникающее в результате быстрого таяния снега при оттепели, обильных дождей. Следующие один за другим паводки могут образовать половодье. Значительные паводки могут вызвать наводнение.
- Межень — ежегодно повторяющееся сезонное стояние низких (меженных) уровней воды в реках. Обычно к межени относят маловодные периоды продолжительностью не менее 10 дней, вызванные сухой или морозной погодой, когда водность реки поддерживается, главным образом, грунтовым питанием при сильном уменьшении или прекращении поверхностного стока. В умеренных и высоких широтах различают летнюю (или летне-осеннюю) и зимнюю межень.
- Ледостав — период, когда наблюдается неподвижный ледяной покров на водотоке или водоёме. Длительность ледостава зависит от продолжительности и температурного режима зимы, характера водоёма, толщины снега.
- Ледоход — движение льдин и ледяных полей на реках.

Неравномерный в течение года режим питания рек связан с неравномерностью выпадения атмосферных осадков, таяния снега и льда и поступления их вод в реки.
Колебания уровня воды вызываются в основном изменением расхода воды, а также действием ветра, ледовых образований, хозяйственной деятельностью человека.

## Типы водных режимов
Типичные водные режимы рек различаются по климатическим зонам:
- Экваториальный пояс — реки многоводны в течение всего года, сток несколько возрастает осенью; поверхностный сток исключительно дождевого происхождения

- Тропическая саванна — водность пропорциональна продолжительности влажного и сухого периодов; преобладание дождевого питания, при этом во влажной саванне половодье продолжается 6—9 месяцев, а в сухой —до трёх; довольно существенный летний сток

- Субтропики средиземноморского типа — средняя и низкая водность, преобладает зимний сток

- Приокеанические субтропики (Флорида, низовья Янцзы) и прилегающие районы Юго-Восточной Азии — режим определяется муссонами, наибольшая водность летом и наименьшая — зимой

- Умеренный пояс Северного полушария — повышенная водность весной (на юге преимущественно за счёт дождевого питания; в средней полосе и на севере — половодье снегового происхождения при более или менее устойчивой летней и зимней межени)

- Умеренный пояс в условиях резко континентального климата (Северный Прикаспий и равнинный Казахстан) — кратковременное весеннее половодье при пересыхании рек в течение большей части года

- Дальний Восток — режим определяется муссонами, летнее половодье дождевого происхождения.

- Районы многолетней мерзлоты — пересыхание рек зимой. На некоторых реках Восточной Сибири и Урала во время ледостава образуются наледи. В Субарктике таяние снежного покрова происходит поздно, поэтому весеннее половодье переходит на лето. На полярных покровных ледниках Антарктиды и Гренландии процессы абляции происходят на периферийных нешироких полосах, в пределах которых образуются своеобразные реки в ледяных руслах. Они питаются исключительно ледниковыми водами в течение кратковременного лета.